# 脆怀玉参
脆怀玉参（学名：Phyrella fragilis）为沙鸡子科怀玉参属的动物。分布于日本、菲律宾、印度尼西亚、台湾岛以及中国大陆的海南岛、西沙群岛等地，主要栖息于珊瑚礁区以及钻在沙内生活。该物种的模式产地在日本琉球群岛。